# Schloss Pöchlarn

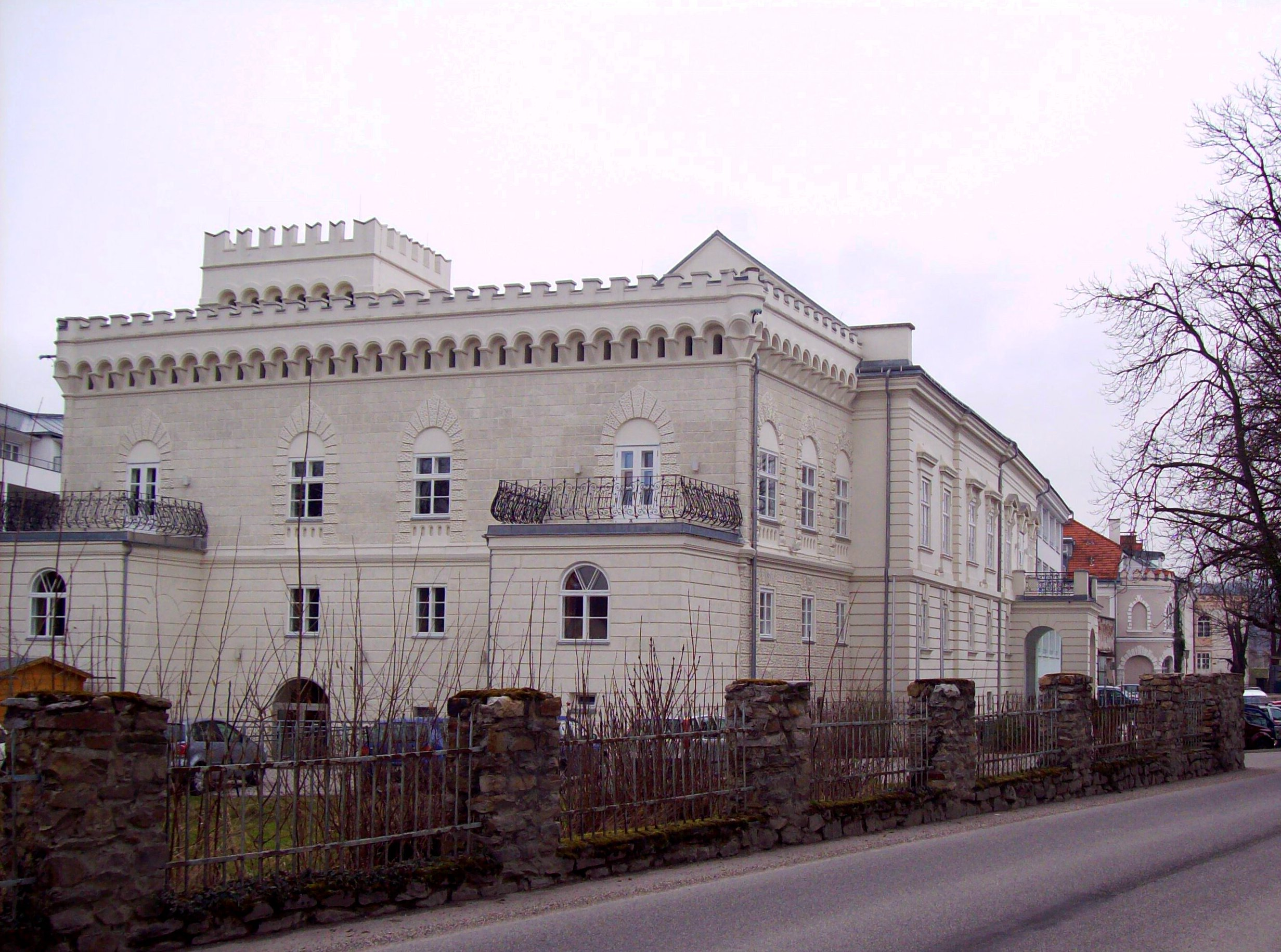
Schloss Pöchlarn, Ansicht von Südosten

Das Schloss Pöchlarn ist ein denkmalgeschütztes Schlossgebäude in der niederösterreichischen Stadt Pöchlarn, dessen Wurzeln in einem festen Haus des Regensburger Bistums aus dem 13. Jahrhundert zu suchen sind. Im Mittelalter mehrfach erweitert, erfuhr der Hof im 16. Jahrhundert unter dem Bischof David Kölderer von Burgstall einen grundlegenden Aus- und Umbau zu einem Schloss im Stil der Renaissance. Dieses diente bis 1803 als Verwaltungssitz der bischöflichen Pfleger. Über die Familie Bors von Borsod, welche das Schloss noch einmal verändern ließ, gelangte das Gebäude an die Familie von Tinti, die bis 1985 Eigentümerin war. Nach umfassender Restaurierung und einhergehendem Umbau in den Jahren 2003 und 2004 dient das Schlossgebäude seit 2005 als Teil eines Alten- und Seniorenheims. Deshalb ist eine Besichtigung nur von außen möglich.

## Geschichte
832 erhielt das Bistum eine Landschenkung von Ludwig, des Unterkönigs von Baiern, die den Grundstein für die spätere Herrschaft Pöchlarn legte. Die sich dort entwickelnde Siedlung wurde in einer Urkunde aus dem Jahr 1267 erstmals als Stadt bezeichnet. Ein Bischofshof in Pöchlarn fand aber erst 1334 erstmals schriftlich Erwähnung. Er lag, ebenso wie die bischöfliche Pfarrkirche, außerhalb der alten Ortsbefestigung und war durch einen Wassergraben und Zwinger befestigt. Der Hof war Sitz von Regensburger Pflegern, von denen Chuno von Perkham schon 1130 und Christian von Harlungen 1156 Erwähnung fanden. Herrschaft und Hof wurden vom Bistum oft verpfändet und 1391 sogar an die Herren von Walsee verkauft, allerdings im Jahr 1413 wieder zurückerworben. Für das Jahr 1447 ist überliefert, dass der Regensburger Bischof den Domschatz in Pöchlarn einlagerte.

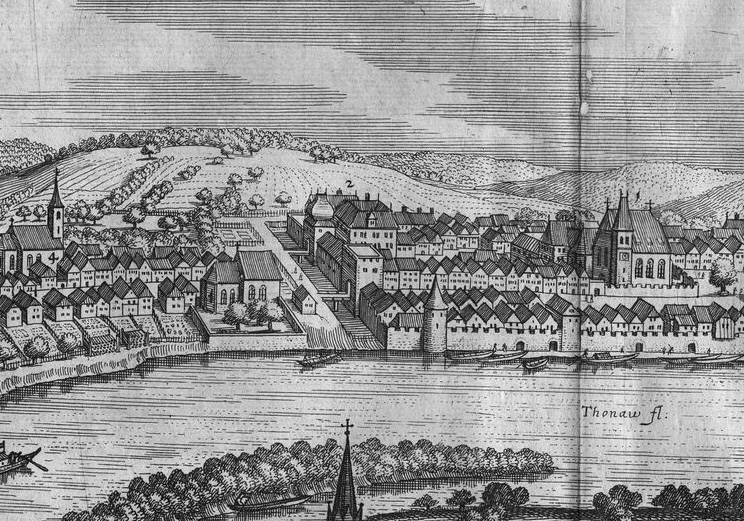
Schloss Pöchlarn auf einem Stich Matthäus Merians, 1649

Bischof David Kölderer von Burgstall ließ das mittelalterliche feste Haus 1576 durch den Pfleger Oswald von Fränkhing zu einem Renaissanceschloss aus- und umbauen, wovon eine Inschriftentafel in einem Treppenhaus kündete. Das Aussehen des damaligen Schlosses ist auf einem Kupferstich Matthäus Merians aus dem Jahr 1649 festgehalten.
Als 1803 das gesamte Hochstift Regensburg gemäß dem Reichsdeputationshauptschluss säkularisiert und Teil des Fürstentums Regensburg wurde, endete damit die kirchliche Herrschaft über Pöchlarn. In Folge des Pariser Vertrags fiel das Fürstentum – und damit die Anlage in Pöchlarn – an das Königreich Bayern. Kaiser Franz II. ließ die Herrschaft 1810/1811 einziehen und nachfolgend von der kaiserlichen Hofkammer verwalten. Die Anlage wurde 1823 öffentlich versteigert, und Friedrich Bors von Borsod wurde neuer Schlossherr. Er ließ umfassende Veränderungen an der Anlage vornehmen und einen Teil abreißen, um an gleicher Stelle das sogenannte Neuschloss zu errichten. 1900 erfolgte der Verkauf an die Freiherren von Tinti, die bis 1985 Eigentümer blieben. Sie mussten 1947 den nördlichen Teil des Neuschlosses niederlegen lassen, weil er im Zweiten Weltkrieg durch Bombentreffer unrettbar stark beschädigt worden war.

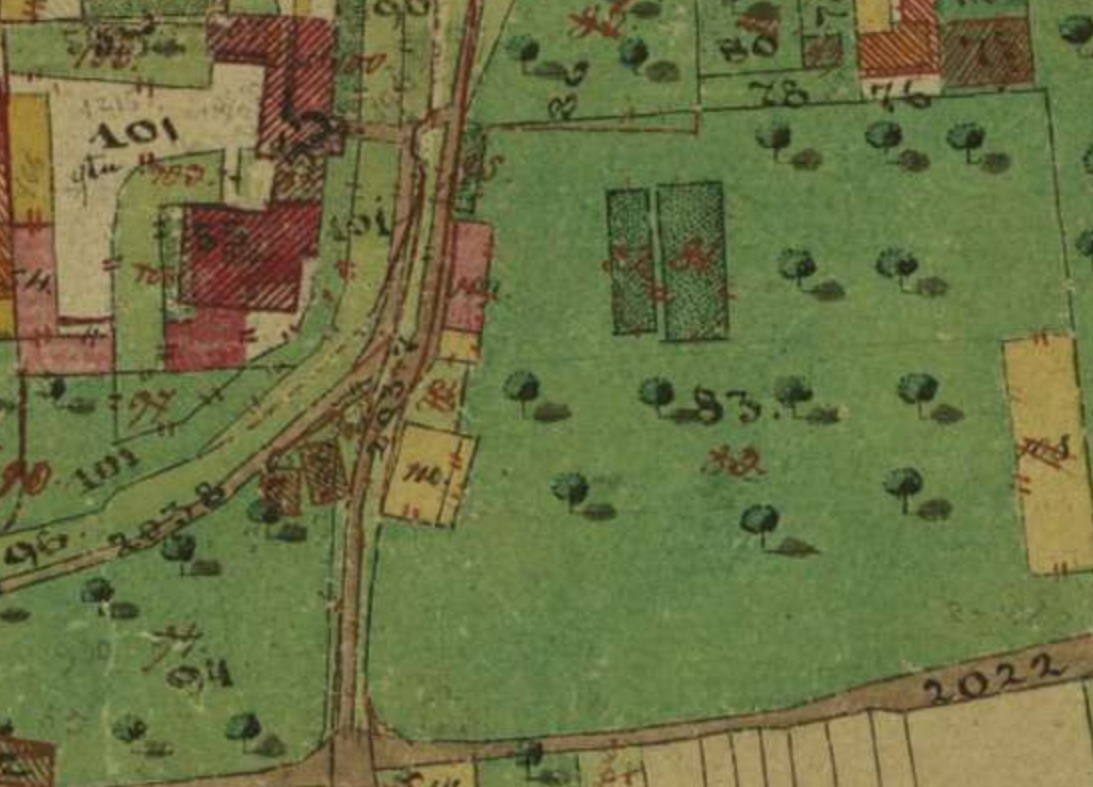
Schloss und Park Pöchlarn im Franziszeischen Kataster

Der Familie Tinti folgte Maria Amberger als Schlosseigentümerin, ehe die Gebäude von der Stadt Pöchlarn übernommen wurden. Seit 2002 gehört Schloss Pöchlarn einem Unternehmen, das dort seit 2005 ein Pflege- und Seniorenheim mit 128 Plätzen betreibt. Dazu wurden die beiden Schlossflügel restauriert und mit modernen Neubauten kombiniert. Anlässlich der Umgestaltung fanden 2002/2003 umfangreiche archäologische Grabungen und Bauuntersuchungen des Bundesdenkmalamts statt. Deren Ergebnisse revidierten frühere Forschungsmeinungen, welche die ältesten Bauteile des Schlosses in das 11. Jahrhundert datierten. Bei den Ausgrabungen wurden auch Fundamente des römischen Kastells Arelape gefunden. Schon 1996 hatten archäologische Untersuchungen im Schlosspark und unterhalb des abgetragenen „Jägerhauses“, stattgefunden, bei denen mittelalterliche Mauerzüge und Reste einer Toranlage gefunden worden waren.

## Beschreibung
Das Schloss steht im heutigen Stadtkern von Pöchlarn, doch früher lag diese Stelle noch außerhalb des hochmittelalterlichen Siedlungskerns und grenzte an einen Wassergraben, der zu einer erweiterten Befestigung Pöchlarns gehörte. Der Schlosspark liegt östlich der Nibelungenstraße, die den Verlauf des 1885 zugeschütteten Stadtgrabens nachzeichnet.

### Schlossgebäude
Das zweigeschoßige Gebäude hat einen L-förmigen Grundriss, bestehend aus einem Südtrakt und einem sich daran im rechten Winkel anschließenden Flügel, der Neuschloss genannt wird. Ältester Teil der Anlage ist der Kern des Südflügels. Dieser etwa 10 × 25 Meter große Baukörper zeigt Mauerstärken bis zu 1,4 Meter und lässt sich durch Ausgrabungen in die zweite Hälfte des 13. Jahrhunderts datieren. Damit sind viele ältere Publikationen widerlegt, die davon ausgingen, dass der Kern der Schlossanlage aus dem 11. Jahrhundert stammte. Bei ihm handelte es sich vermutlich um einen Saalbau mit einem repräsentativen Hauptgeschoß, der vielleicht zu einer Reihe standardisierter Lese- und Stiftshöfe entlang der Donau gehörte. Demnach hätte noch ein Turm und eine Kapelle dazugehört, diese sind jedoch nicht nachgewiesen.
Der Bau des 13. Jahrhunderts wurde wohl noch im Mittelalter an seiner nördlichen Langseite mehrfach erweitert, ehe ihm um 1576 im rechten Winkel ein in nördliche Richtung verlaufender Trakt angefügt wurde. Gleichzeitig entstand südwestlich des Schlosses ein Schüttkasten. Dieser langgestreckte Rechteckbau besitzt zwei Geschoße und ein Satteldach, das sich zwischen zwei Stufengiebeln erhebt. Die heutigen, neobarocken Fensterkörbe sind das Ergebnis eines Umbaus im zweiten Viertel des 19. Jahrhunderts unter der Familie Bors von Borsod. Im Erdgeschoß sind eine Durchfahrt mit Tonnengewölbe und eine zweischiffige Pfeilerhalle mit Stichkappentonnen erhalten.
Das Aussehen des Hauptschlosses stammt wie das des Schüttkastens mehrheitlich von weitreichenden Veränderungen aus der Zeit nach 1823. Friedrich Bors von Borsod ließ den im 16. Jahrhundert errichteten Flügel fast vollständig niederlegen und durch einen Neuschloss genannten Neubau ersetzen. Außerdem ließ seine Familie das Äußere des Südflügels dem des neu errichteten Trakts angleichen und gab dem gesamten Gebäude damit sein heutiges Aussehen. Dieses präsentiert sich mehrheitlich im Stil des romantischen Historismus mit einer Putzrustika und profilierten horizontalen Putzbändern. Die an der Ostseite des Neuschlosses liegende Tordurchfahrt befindet sich nicht mehr in der Mitte des Fassade, weil ein Teil diese Flügels durch kriegsbedingte Schäden 1947 abgerissen werden musste. Dem Tor ist ein Vorbau mit Korbbogenöffnungen vorgelagert, der einen Söller trägt. Die Fenster der ehemaligen Beletage im Obergeschoß des Neuschlosses zeigen neobarocke Rahmungen mit Verdachungen aus der Zeit um 1880 bis 1890. Das einstige Walmdach dieses Flügels wurde bei den Veränderungen 2003/2004 durch ein pfannengedecktes Satteldach ersetzt, um an die nördliche Stirnseite einen modernen Neubau für das Seniorenheim anbauen zu können.
Vor den tiefgreifenden Veränderungen für die Adaption an die Heimnutzung gab es im Inneren des Neuschlosses noch Ausstattungselemente aus dem 18. und 19. Jahrhundert. Dazu zählte unter anderem ein Inschriftenstein aus Marmor der mit Wappen auf David Kölderer von Burgstall als ursprünglichen Bauherrn des Nordflügels hinwies. Im Obergeschoß war der sogenannte Ahnensaal mit Pilastergliederung und gekehlter Flachdecke sowie Stuckaturen aus der Zeit um 1900 erhalten. Zudem gab es noch diverse Kachelöfen aus dem 19. Jahrhundert.
Der südliche Trakt des Schlosses ähnelt dem des Neuschlosses, denn seine Fassade wurde im dritten Viertel des 19. Jahrhunderts dem Neuschloss angeglichen. An seiner Nordwest-Ecke steht ein quadratischer Eckturm, der leicht aus der Mauerflucht herspringt und wohl aus dem 16. Jahrhundert stammt. Die Traufe über seinem dritten Obergeschoß zeigt eine vorkragende Rundbogengalerie, die von einem Kranz aus Schwalbenschwanzzinnen bekrönt ist. Sie gleicht damit stark der Traufgestaltung des übrigen Südflügels. Die Fenster des Obergeschoßes besitzen eine auffällige, kräftige Quaderrahmung mit Rundbogenabschluss, während die Fensteröffnungen im Keller noch von dem Bau des 13. Jahrhunderts stammen. Dort findet sich auch noch ein spätmittelalterliches Stichkappengewölbe aus Bruchstein. Im Obergeschoß sind unterdessen Netz- und Kreuzgratgewölbe erhalten. Der Südfassade sind zwei eingeschoßige, viereckige, turmähnliche Bauten aus dem 19. Jahrhundert vorgebaut. Ihre Flachdächer dienen als Terrasse und sind von schmiedeeisernen Brüstungsgittern im Stil des Neobarocks eingefasst.

### Schlosspark
Im Franziszeischen Kataster von 1822 wurde der Pöchlarner Schlosspark als eine baumbestandene Grünfläche südlich und östlich des Schlosses dargestellt. Eine Beschreibung des Parks aus dem Jahr 1838 schildert bereits einen direkt an das Schloss grenzenden Garten mit Rasenparterre sowie einen großen von Fußwegen durchzogenen Park mit Blumen- und Baumpartien, Aussichtspunkten und Sitzgelegenheiten. Der fast 1,7 Hektargroße, öffentlich zugängliche Schlosspark hat einen annähernd rechteckigen Grundriss und ist an drei Seiten von einer Mauer aus dem späten 19. Jahrhundert umgeben. An der Westseite ist er von einem Eisenzaun mit gemauerten Pfeilern abgeschlossen. Noch heute gibt es in dem Areal einen großen Bestand an seltenen, exotischen Pflanzen und Bäumen, darunter eine sechsstämmige Winterlinde, Blutbuchen, Geschlitztblättriger Silberahorn, Trompeten- und Tulpenbaum, Stiel- und Goldeichen, Platane, Riesenlebensbaum und Lawsons Scheinzypresse. Der Baumbestand des Schlossparks ist seit dem 15. März 1989 als Naturdenkmal geschützt.

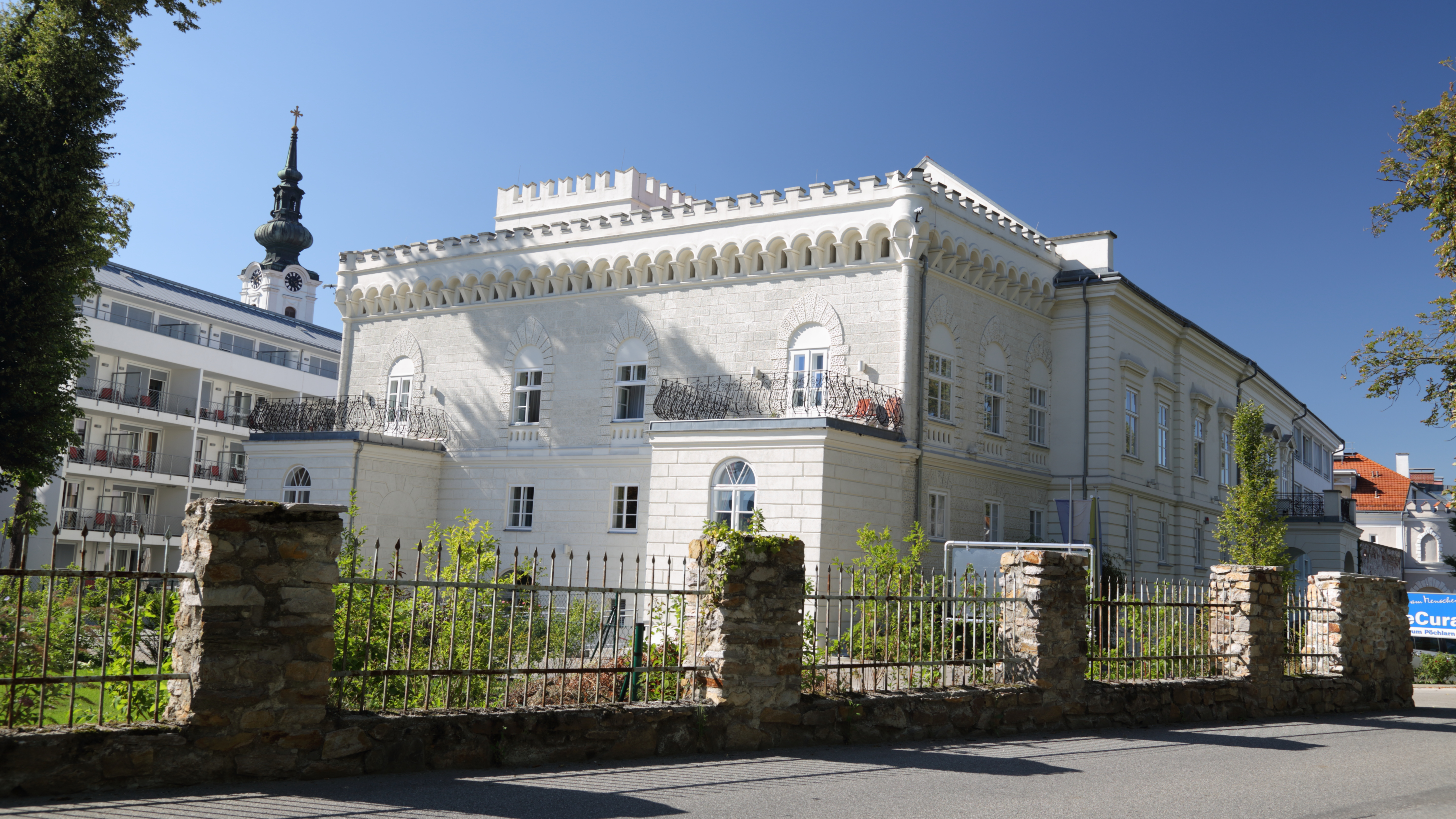
Ansicht von der Nibelungenstraße
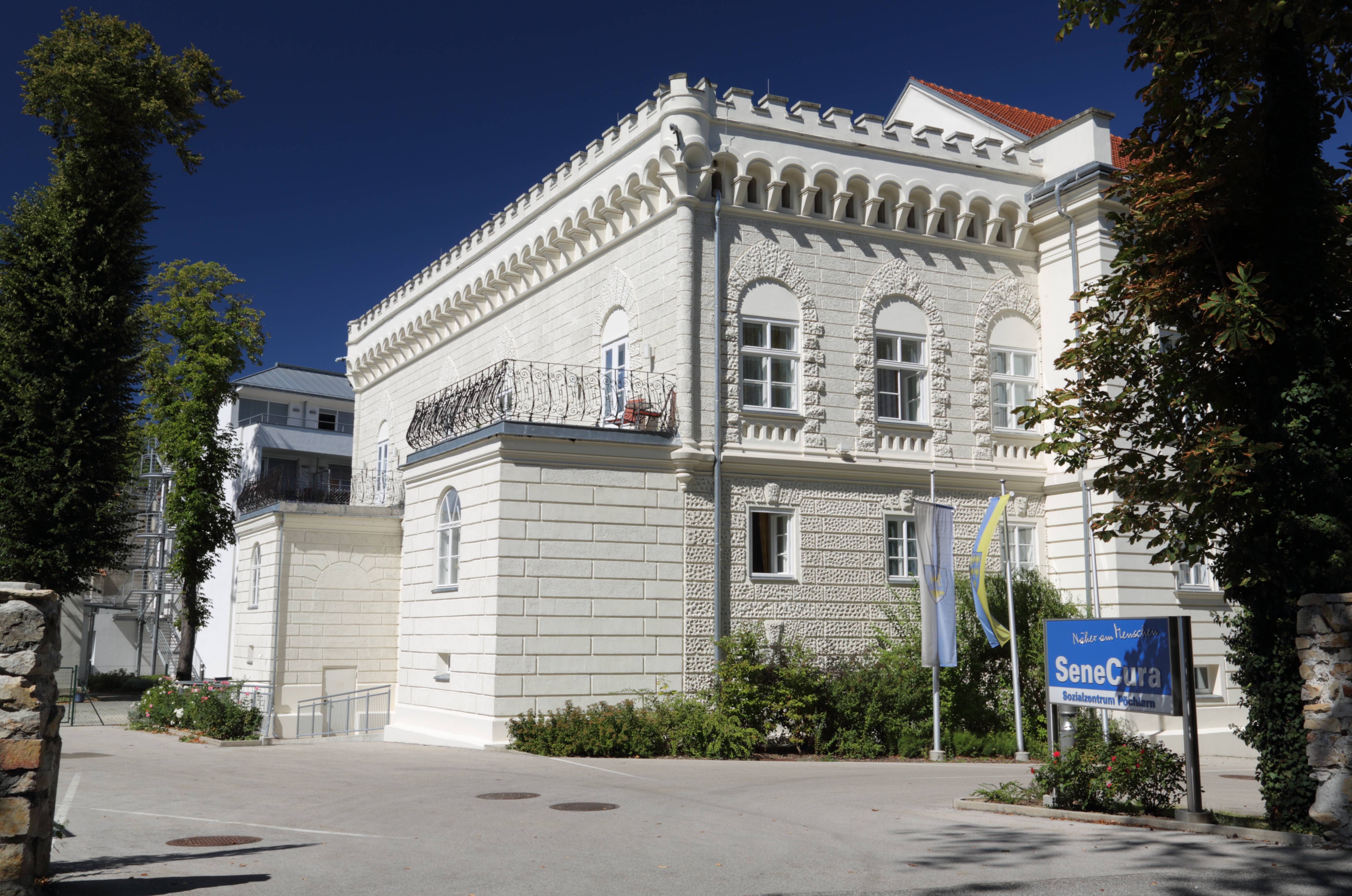
Südflügel des Schlosses
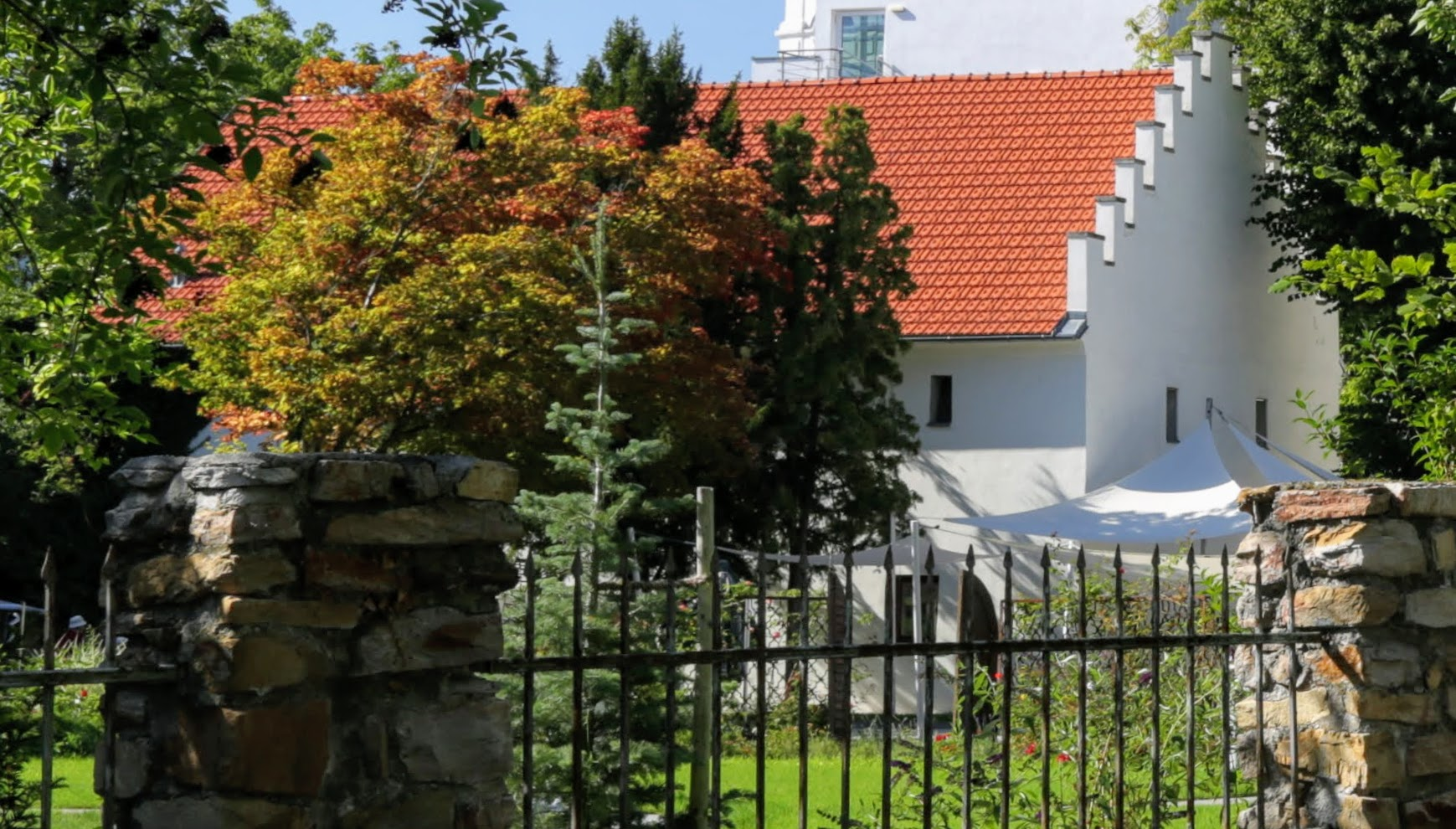
Schüttkasten
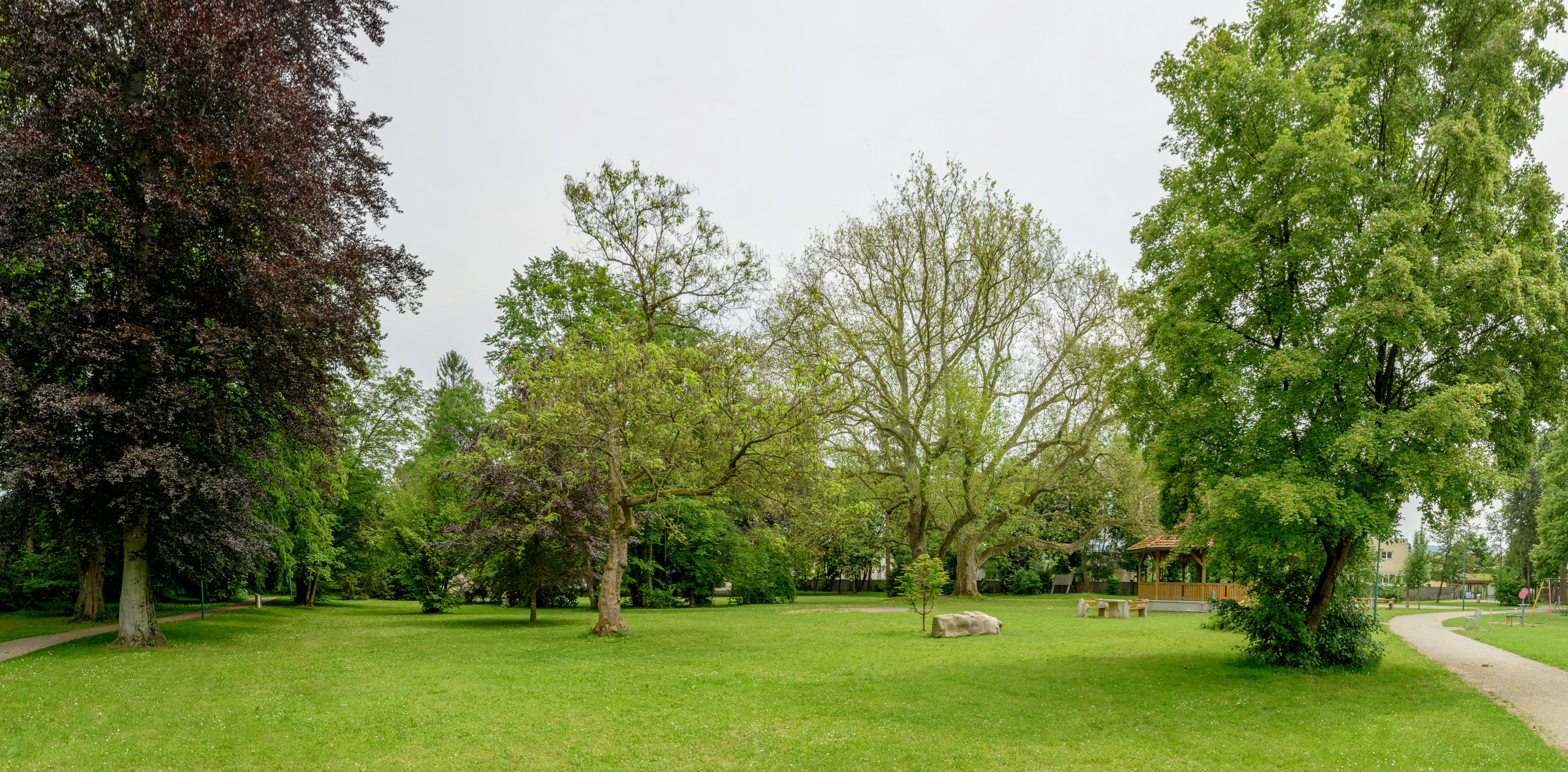
Schlosspark